# Hoplandothrips
Hoplandothrips är ett släkte av insekter. Hoplandothrips ingår i familjen rörtripsar.
Kladogram enligt Catalogue of Life:
| Hoplandothrips | \| \| Hoplandothrips bidens \| \| \| \| \| \| Hoplandothrips choritus \| \| \| \| \| \| Hoplandothrips ingenuus \| \| \| \| \| \| Hoplandothrips vernus \| \| \| \| |
|                | \| \| Hoplandothrips bidens \| \| \| \| \| \| Hoplandothrips choritus \| \| \| \| \| \| Hoplandothrips ingenuus \| \| \| \| \| \| Hoplandothrips vernus \| \| \| \| |
|                | Hoplandothrips bidens |
|                | |
|                | Hoplandothrips choritus |
|                | |
|                | Hoplandothrips ingenuus |
|                | |
|                | Hoplandothrips vernus |
|                | |

## Bildgalleri

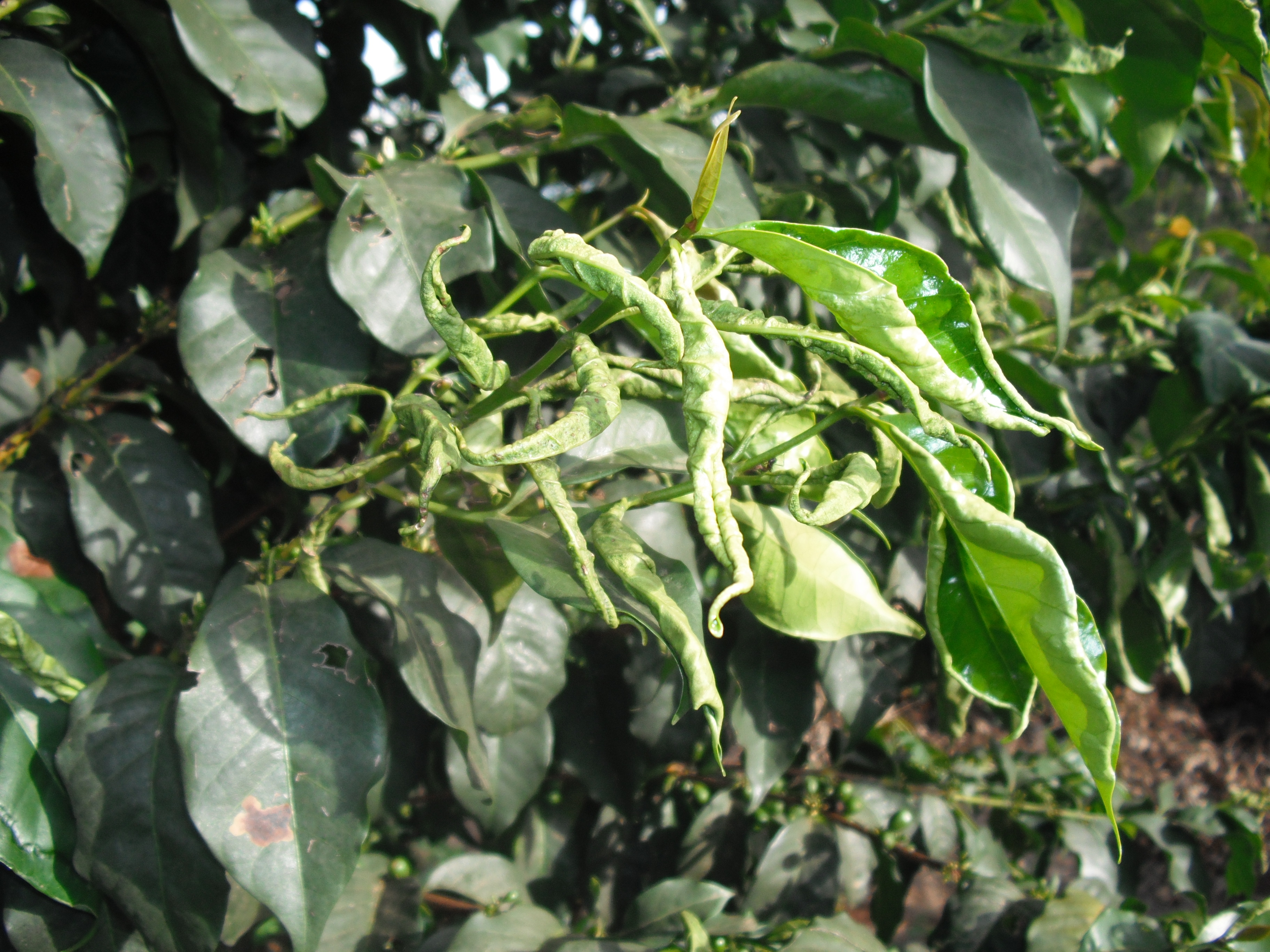